# Велики Вриси
Велики Вриси (грч. Μεγάλη Βρύση, Мегали Вриси) је насељено место у општини Кукуш у периферији Средишња Македонија, Грчка. Према попису из 2021. године било је 412 становника.
Српски географ Боривоје Милојевић, 1920. године наводи да је у Великом Врисију било 80 кућа Турака. После Балканских ратова насељене су грчке избеглице, те је село 1920. године имало 467 житеља. Године 1924. турско становништво је принудно исељено у Турску а на њихово место је насељено још грчких избегличких породица из Турске. На попису из 1928. године Велики Вриси је имао 484 становника. Село се раније звало Армучи или Армутчи.